# Триостренник приморский
Трио́стренник примо́рский (лат. Triglóchin marítima) — многолетняя трава; вид рода Триостренник.

## Ботаническое описание
Корневище толстое укороченное.

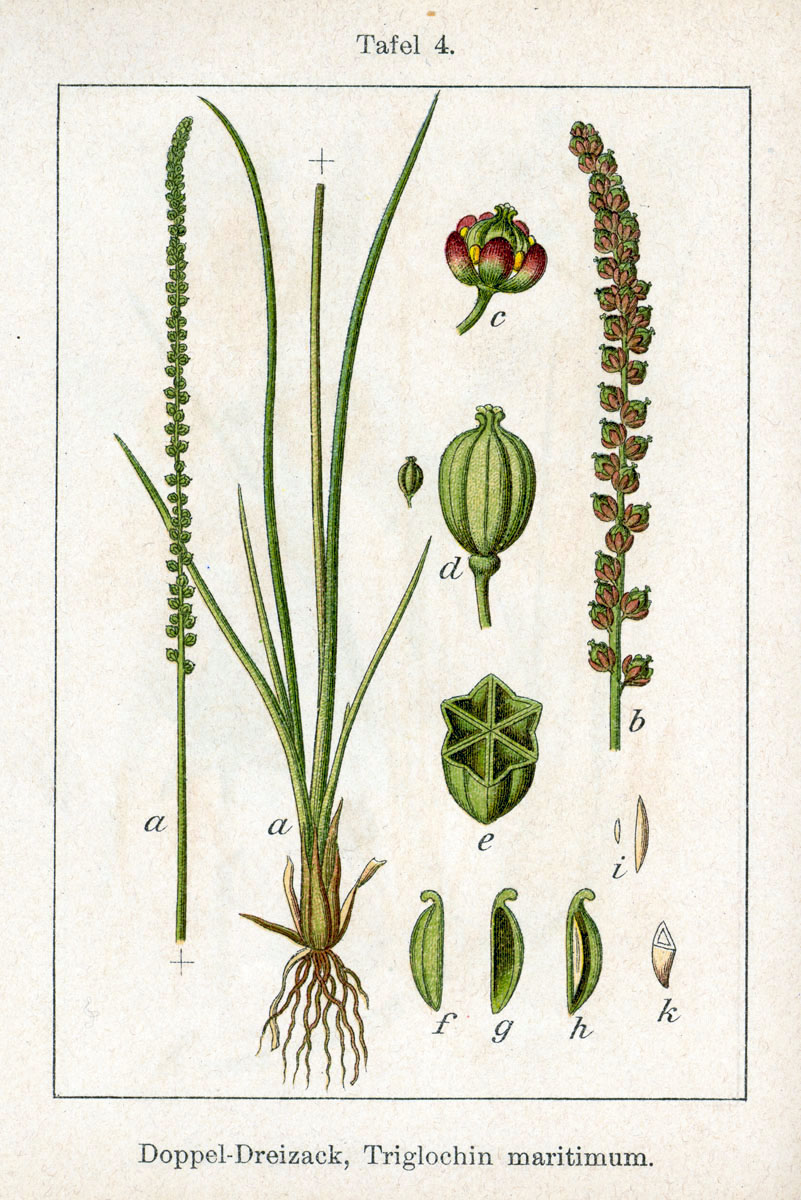
Ботаническая иллюстрация Якоба Штурма из книги Deutschlands Flora in Abbildungen, 1796

Стебель от 10 до 85 см высотой и от 1,5 до 3,5 мм в диаметре, при основании луковицеобразно утолщённый.
Листья все прикорневые (в розетке), узколинейные, желобчатые, мясистые, жестковатые, шириной от 2 до 6 мм. Язычок от 4 до 8 мм длиной.
Цветки обоеполые, мелкие (около 3 мм длиной) и многочисленные (нередко более ста), невзрачные, зеленоватые или желтоватые, протогиничные, анемофильные, собраны в густую, утолщённую кисть. Околоцветник простой, из шести травянистых опадающих листочков. Тычинок шесть; плодолистиков шесть, вполне сросшихся, каждый с одной семяпочкою. Цветение в европейской части России в мае—июне.
Плод дробный, сухой, овально-яйцевидный, от 4 до 6 мм длиной, в 1,5 раза длиннее несколько отклоняющейся от главной оси цветоножки; раскрывается вследствие отклеивания створок от среднего столбика; состоит из шести продолговато-эллиптических плодиков. Плодоношение в европейской части России в июле—августе.

## Распространение и экология
Триостренник приморский распространён повсюду в Европе (от Исландии и Норвегии до Балеарских островов) и во многих районах с умеренным климатом Азии (нередок и тропиках), почти везде в Северной Америке.
В России встречается во многих районах европейской части, в Восточной и Западной Сибири и на юге Дальнего Востока.
Растение приморских и сырых лугов, болот, солончаков, излюбленное место — берега солоноватых водоёмов.
Размножается и распространяется преимущественно семенами.

## Значение и применение
Триостренник приморский хорошо поедается скотом на пастбище и в сене, особенно важен как кормовое растение в районах широкого распространения бедных солончаковых почв. Плоды служат кормом для домашних гусей и уток.
В Северной Германии триостренник, похожий по виду на лук-резанец, носит название «трубчатая капуста» и по традиции используется весной в пищу. Сбор триостренника разрешён для местного населения в мае-июне для собственного потребления. Урожай триостренника срезают как спаржу, в пищу идёт как белая подземная часть растения, так и зелёная. До периода цветения растение имеет запах хлора, который отпугивает травоядных и исчезает после термической обработки. Готовый триостренник выглядит как грюнколь, но имеет иной вкус.
Есть предупреждения о ядовитости триостренника приморского в сыром виде.